# 統一速達

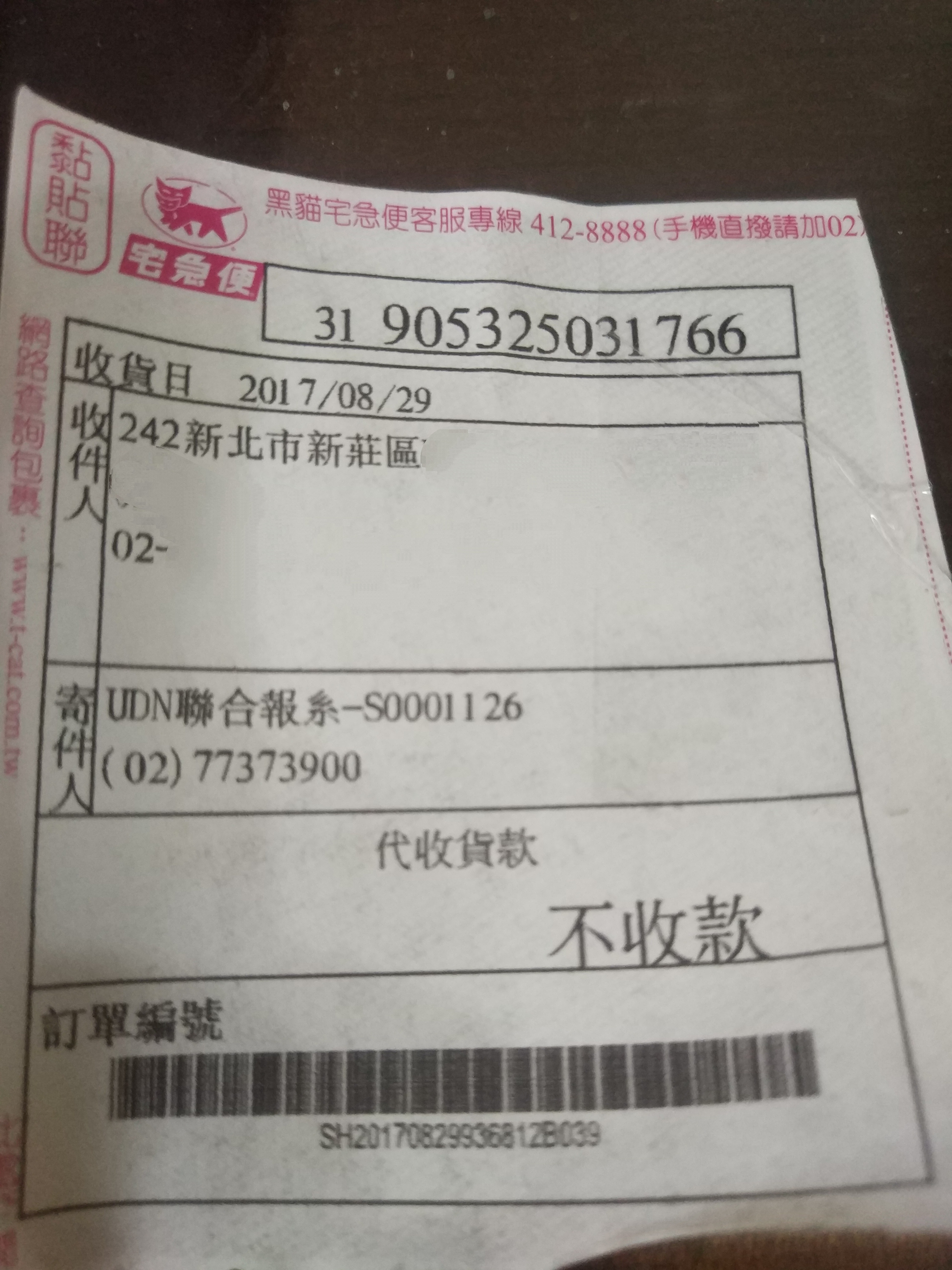
一張2017年的配送單

統一速達股份有限公司是一家台灣的宅配業者，由統一流通次集團旗下的統一超商全資轉投資設立，技術由日本宅配業者大和運輸提供，獲得大和運輸授權以「黑貓宅急便」（簡稱宅急便）為品牌。

## 簡介
1999年10月，統一企業與大和運輸簽訂技術合作契約，正式將「宅急便」服務引進台灣。2000年10月6日，黑貓宅急便在台灣正式開始營運。
黑貓宅急便一開始的服務範圍僅有桃園縣以北，第一天營運僅有54件包裹；到了2005年，黑貓宅急便已經傳遞超過五千萬個包裹，澎湖、小琉球、小金門等離島也可以受理寄送黑貓宅急便的服務。
隨著商業型態的多元化，包裹的兩端除了商家和消費者之外，更多時候是家人與朋友之間的互動。一如統一企業總裁高清愿所說「人在家中坐，貨從店中來」的創新和變革，透過黑貓宅急便，不僅創造出新的「鮮食文化」，更逐漸改變消費者的生活型態。

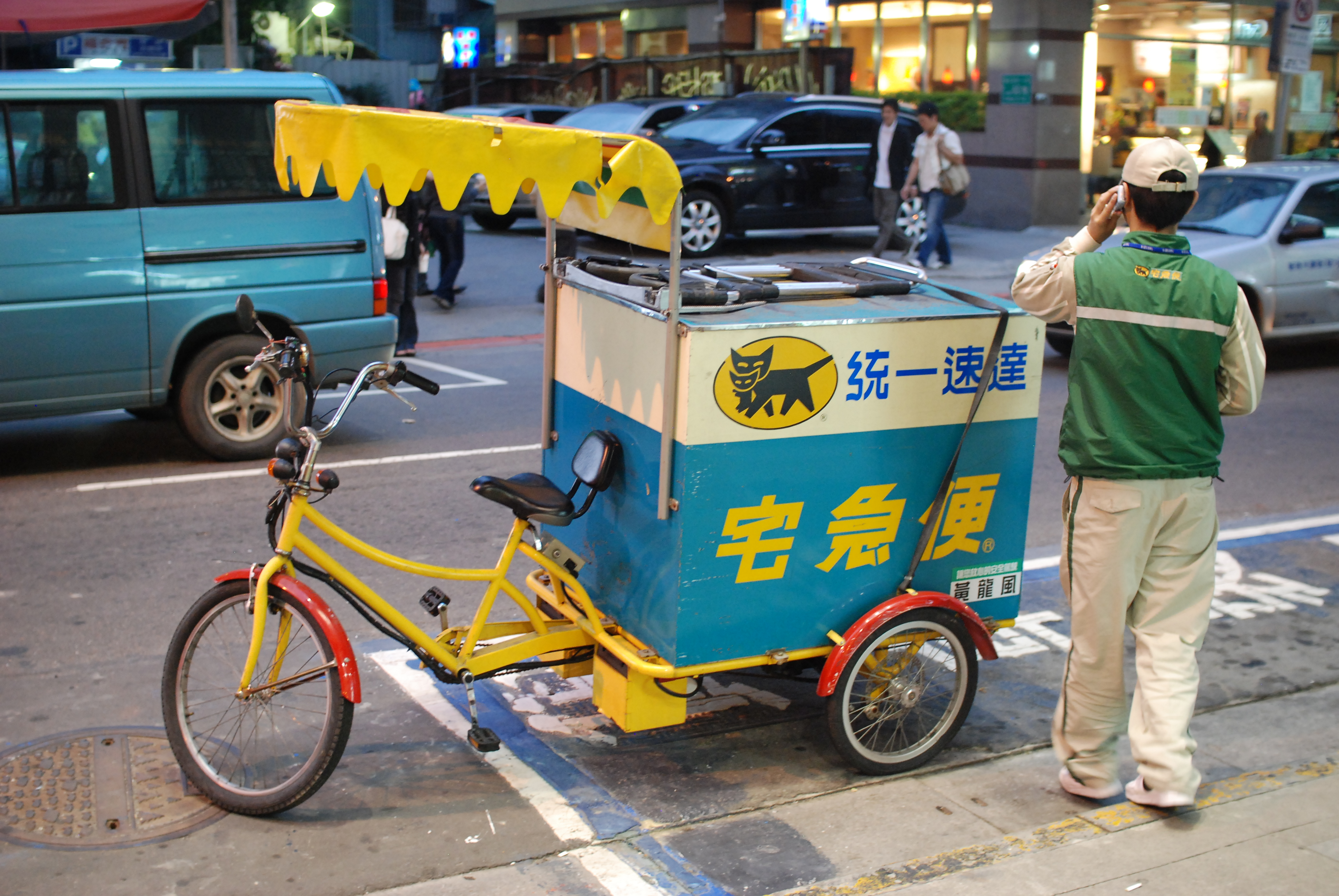
統一速達宅急便三輪車

黑貓宅急便近年來各項服務持續創新，為消費者創造新的消費平台，也為台灣社會帶來各種變革和影響。

## 公司沿革

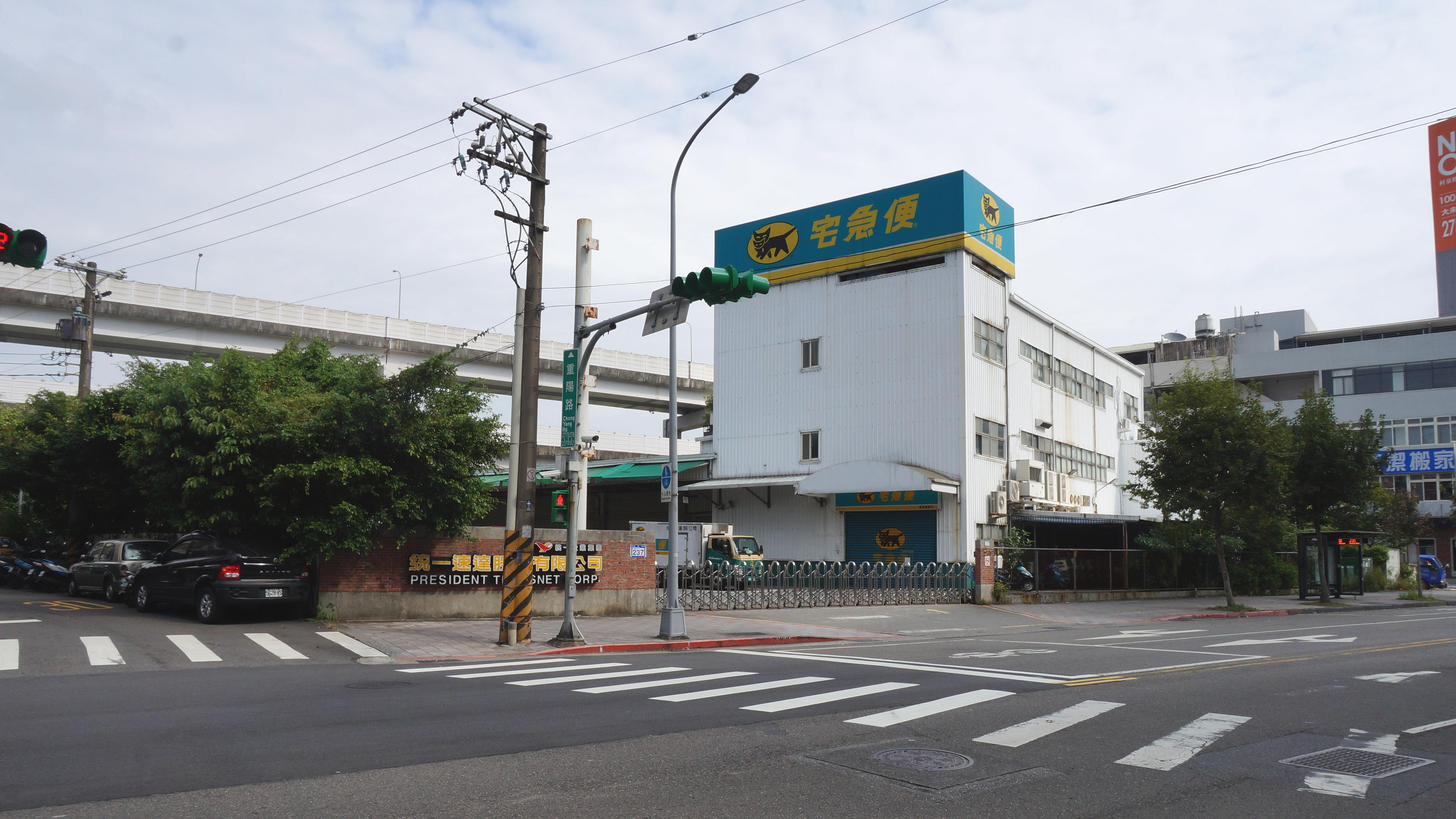
統一速達南港營業所

- 1998年10月統一速達股份有限公司籌備處成立。
- 1999年10月統一企業與大和運輸簽訂技術合作契約。
- 2000年1月統一速達股份有限公司成立。
- 2000年10月6日宅配服務正式開始，服務範圍為桃園縣以北。
- 2000年12月服務範圍延伸至台灣西部。
- 2001年2月服務範圍延伸至台灣全島。
- 2001年7月服務範圍延伸至澎湖縣地區。
- 2003年7月加入統一流通次集團（PCSC）。
- 2003年12月服務範圍延伸至金門縣地區。
- 2004年8月服務範圍延伸至小琉球地區。
- 2004年9月大和運輸入股投資。
- 2005年6月服務範圍延伸至小金門地區。
- 2005年12月統一超商導入「低溫宅急便」代收服務。
- 2006年1月取代台灣宅配通，成為萊爾富部分門市的宅配合作業者[3]。
- 2006年10月以「黑貓探險隊」品牌在統一超商推出預購服務。
- 2008年4月推出「高爾夫宅急便」服務，「文件宅急便」開放OK便利店也可收件。
- 2008年5月日文官方網站上線。
- 2009年4月服務範圍延伸至綠島地區。
- 2009年9月9日推出「經濟宅急便」服務，同時「文件宅急便」走入歷史。「經濟宅急便」目前僅限統一超商及OK便利店收件。
- 2010年10月推出新加坡國際宅急便
- 2013年4月正式啟用第四座轉運中心「中壢綜合轉運中心」，總面積達11,542坪，並配備全台第一套自動化「轉盤式分貨系統」。
- 2013年7月3日統一速達、圓通速遞攜手兩岸配送[4]。

## 外部連結
- 黑貓宅急便 （页面存档备份，存于）（繁體中文）
- 網路宅急便 APP(ios版) （页面存档备份，存于）
- 網路宅急便 APP(Android版) （页面存档备份，存于）
- 黑貓宅急便/黑貓探險隊的Facebook專頁粉絲
- 統一速達的Instagram帳戶
- YouTube上的統一速達頻道